# Saint-Pierre en Miquelon

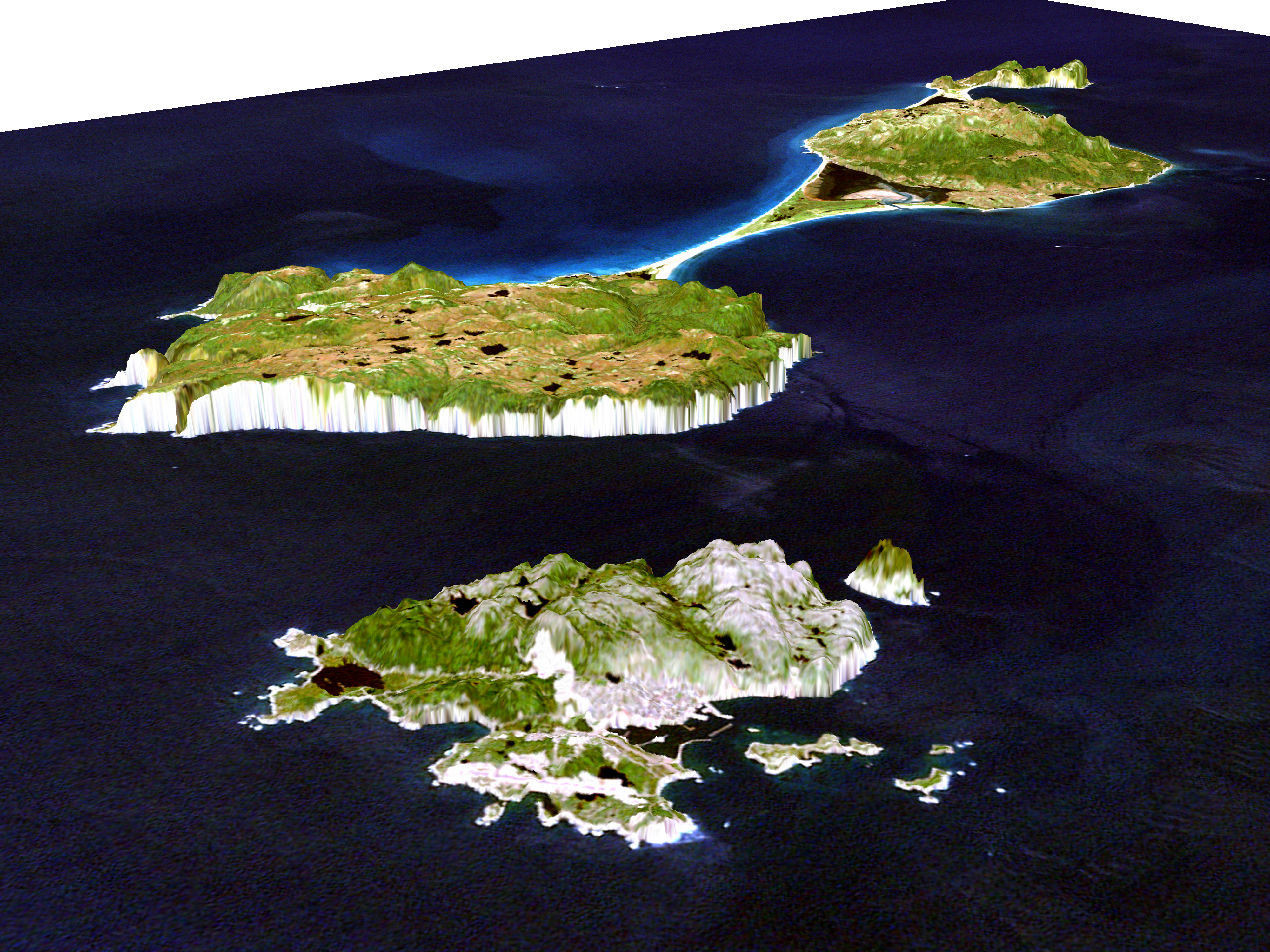
3D-simulatie van Saint-Pierre en Miquelon (bron: NASA).

Saint-Pierre en Miquelon (Frans: Saint-Pierre-et-Miquelon) is een Franse overzeese gemeenschap en een voormalig Frans overzees departement.

## Geografie
Saint-Pierre en Miquelon bestaat uit een groep van acht kleine eilanden met als hoofdplaats Saint-Pierre. De eilandengroep ligt ongeveer 25 km voor de kust van het schiereiland Burin van het Canadese eiland Newfoundland, in het noorden van de Atlantische Oceaan. Officieel wordt deze Franse archipel Collectivité Territoriale Saint-Pierre-et-Miquelon genoemd.
Het gebied bestaat uit 8 eilanden:
- Saint-Pierre
- Miquelon-Langlade (bestaat uit Miquelon en Langlade)
- Île aux Marins
- Petit Colombier
- Grand Colombier
- Île aux Pigeons
- Île aux Vainqueurs

De voornaamste bron van bestaan is de visserij (vooral kabeljauw). De eilanden zijn bevoorradingsplaatsen van waaruit vissersschepen de vissersbanken kunnen bereiken. Vanwege de granietachtige bodem is er nauwelijks landbouw. De inwoners van deze eilanden zijn afstammelingen van Basken, Normandiërs en Bretons, wat te zien is aan de vlaggen van deze drie regio's boven in het wapen en links op de vlag van Saint-Pierre en Miquelon.

## Geschiedenis
- 1520 - De eilanden worden officieel ontdekt door de Portugese ontdekkingsreiziger João Alvares Fagundes.
- 1536 - Jacques Cartier neemt de eilanden in bezit voor de Franse koning Frans I.
- 1604 - Franse vissers vestigen zich op de eilanden.
- 1670 - De eilanden maken deel uit van de Franse kolonie Plaisance.
- 1713 - Door Groot-Brittannië toegevoegd aan Nova Scotia.
- 1763 - Na de Zevenjarige Oorlog worden de eilanden weer Frans. Het is het enige gebied van alle Franse Noord-Amerikaanse bezittingen dat Frans blijft.[4]
- 1793 - Tijdens de napoleontische oorlogen worden de eilanden verschillende keren door de Britten bezet.
- 1814-1816 - De eilanden worden permanent bij Frankrijk ingelijfd.
- 1935 - Er wordt lokaal zelfbestuur ingesteld op de eilanden.
- 1940-1941 - Het bestuur is loyaal aan het Duitsgezinde Vichy-Frankrijk.
- 1941-1945 - De vrije Fransen van Charles de Gaulle onder leiding van admiraal Émile Muselier nemen de eilanden in bezit.
- 1946 - De eilanden vormen een Frans overzees territorium.
- 1976-1987 - Er woedt een felle visserijoorlog met Canada over visserijrechten en visquota.
- 1976 - De eilanden worden een overzees departement van Frankrijk en maken dus integraal deel uit van de Europese Unie.
- 1985 - De status van de eilanden verandert in een territoriaal collectief.
- 1992 - Een arbitragecommissie beslist dat de eilanden een exclusieve economische zone dienen te krijgen.
- 2003 - De status van de eilanden wordt gewijzigd naar overzeese gemeenschap.

## Bekende personen van Saint-Pierre en Miquelon
- Albert Calmette (1863-1933), uitvinder van het BCG-vaccin (geboren in Nice)
- Henry Hughes Hough (1871-1943), voormalig gouverneur van de Amerikaanse Maagdeneilanden
- Denis Kang (1977), beoefenaar van martial arts

## Bronnen

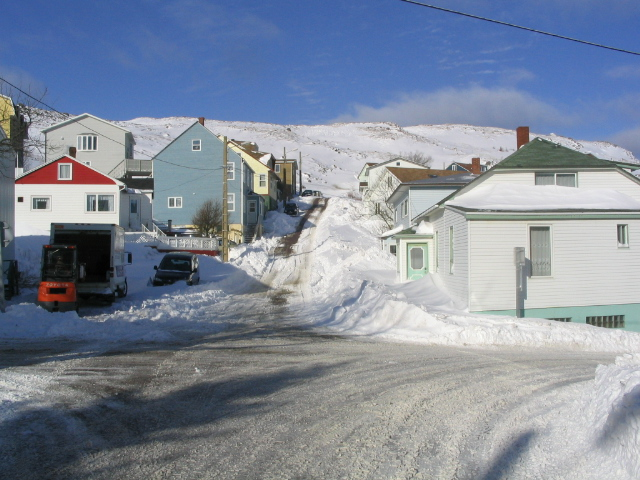
De straten van Saint-Pierre.